# Base aérienne Taganrog-Central
La base aérienne Taganrog-Central est une base aérienne de la force aérienne russe située près de la ville de Taganrog dans l'oblast de Rostov à une quarantaine de kilomètres de la frontière ukrainienne.

## Historique
L'aérodrome est ouvert en 1938 comme école de pilotage des Forces aériennes soviétiques. 
Durant la guerre froide, le site était dédié aux missions d'entraînement. Le 963e UAP (régiment d'entraînement) dépendit du collège militaire de Yeysk et fut activé en 1955. Initialement pourvu de MiG-15 et de MiG-17, il perçut par la suite des Soukhoï Su-7 et enfin, au début des années 1980, des Su-17. La centaine d'appareils recensés à la dislocation de l'URSS fut rapidement remisée et l'unité fut dissoute dès 1994.
Anciennement désignée comme la 6955e base aérienne, elle accueille depuis 1992 et son rapatriement d'Azerbaïdjan le 708e VTAP (régiment de transport) et dépend de l'aviation de transport militaire.
En 2010, ses effectifs théoriques étaient de vingt-sept Iliouchine Il-76. En 2021, Alexander Mladenov évoquait une dotation d'Il-76MD et un régiment placé sous le commandement de la 18e VTAD (division de transport, comprenant également le 117e OVTAP d'Orenburg et le 235e VTAP d'Ulyanovsk). 
Un petit musée ouvert en 1995 au sud de la base propose notamment un hydravion Beriev Be-12, un rare MiG-25BM, un Yakovlev Yak-38 et d'autres avions et hélicoptères.
À l'est et au sud-est, se trouve la 325e usine de réparation aéronautique (352 ARZ), spécialisée dans l'entretien et la maintenance aéronautique de modèles Antonov, Beriev et Iliouchine.
Il est utilisé durant l'invasion de l'Ukraine par la Russie en 2022. Le 1er mars 2022, la base et attaquée par un missile balistique Tochka-U ukrainien, détruisant ou endommageant sérieusement un avion de transport russe Il-76. 
En août 2022, une quinzaine de Soukhoï Su-25 et une batterie de missiles sol-air S-350 y sont visibles dans une vidéo du ministère russe de la défense.